# 2011-es Indy Japan The Final
A 2011-es Indy Japan The Final volt a 2011-es Izod IndyCar Series szezon tizenötödik futama. A versenyt 2011. szeptember 18-án rendezték meg a Japánban található Twin Ring Motegi nevű pályán, de a japán földrengés által okozott károk miatt az eddigiekkel ellentétben a Moto GP által is használt Road Course pályán rendezték meg a versenyt. Ebben az évben rendeztek utoljára IndyCar Series versenyt ezen pályán. A versenyt az Versus közvetítette.

## Nevezési lista
| Csapat                       | Első pilóta | Első pilóta            | Második pilóta | Második pilóta     | Harmadik pilóta | Harmadik pilóta | Negyedik pilóta | Negyedik pilóta  |
| ---------------------------- | ----------- | ---------------------- | -------------- | ------------------ | --------------- | --------------- | --------------- | ---------------- |
| Newman/Haas Racing           | 2           | Oriol Servià           | 06             | James Hinchcliffe  |                 |                 |                 |                  |
| Team Penske                  | 3           | Hélio Castroneves      | 6              | Ryan Briscoe       | 12              | Will Power      |                 |                  |
| Panther Racing               | 4           | J. R. Hildebrand       |                |                    |                 |                 |                 |                  |
| KV Racing Technology - Lotus | 5           | Szató Takuma           | 59             | E.J. Viso          | 82              | Tony Kanaan     |                 |                  |
| Andretti Autosport           | 7           | Danica Patrick         | 26             | Marco Andretti     | 27              | Mike Conway     | 28              | Ryan Hunter-Reay |
| Target Chip Ganassi Racing   | 9           | Scott Dixon            | 10             | Dario Franchitti   | 38              | Graham Rahal    | 83              | Charlie Kimball  |
| A.J. Foyt Enterprises        | 14          | Vitor Meira            |                |                    |                 |                 |                 |                  |
| Sam Schmidt Motorsports      | 17          | Hideki Mutoh           | 77             | Alex Tagliani      |                 |                 |                 |                  |
| Dale Coyne Racing            | 18          | James Jakes            | 19             | Sebastien Bourdais |                 |                 |                 |                  |
| Dreyer & Reinbold Racing     | 22          | Giorgio Pantano        | 24             | Ana Beatriz        |                 |                 |                 |                  |
| Conquest Racing              | 34          | João Paulo de Oliveira |                |                    |                 |                 |                 |                  |
| HVM Racing                   | 78          | Simona de Silvestro    |                |                    |                 |                 |                 |                  |
| HIVATALOS NEVEZÉSI LISTA     |             |                        |                |                    |                 |                 |                 |                  |

## Eredmények

### Időmérő
| Pozíció | #  | Pilóta                 | Csapat                       | Egyes csoport | Kettes csoport | Top 12    | Fast 6    |
| ------- | -- | ---------------------- | ---------------------------- | ------------- | -------------- | --------- | --------- |
| 1       | 9  | Scott Dixon            | Chip Ganassi Racing          |               | 1:38.1783      | 1:38.3261 | 1:38.3918 |
| 2       | 12 | Will Power             | Team Penske                  |               | 1:38.2308      | 1:38.2417 | 1:38.4194 |
| 3       | 38 | Graham Rahal           | Chip Ganassi Racing          | 1:38.4751     |                | 1:38.1944 | 1:38.5946 |
| 4       | 6  | Ryan Briscoe           | Team Penske                  | 1:38.6158     |                | 1:38.3381 | 1:38.7082 |
| 5       | 06 | James Hinchcliffe      | Newman/Haas Racing           |               | 1:38.5346      | 1:38.2636 | 1:38.9226 |
| 6       | 3  | Hélio Castroneves      | Team Penske                  | 1:38.6071     |                | 1:38.7660 | 1:38.9743 |
| 7       | 83 | Charlie Kimball        | Chip Ganassi Racing          | 1:38.9000     |                | 1:38.7911 |           |
| 8       | 18 | James Jakes            | Dale Coyne Racing            |               | 1:38.7115      | 1:38.8198 |           |
| 9       | 10 | Dario Franchitti       | Chip Ganassi Racing          |               | 1:38.3022      | 1:38.8738 |           |
| 10      | 26 | Marco Andretti         | Andretti Autosport           |               | 1:38.7256      | 1:38.9058 |           |
| 11      | 5  | Szató Takuma           | KV Racing Technology - Lotus | 1:38.9283     |                | 1:38.9194 |           |
| 12      | 34 | João Paulo de Oliveira | Conquest Racing              | 1:38.8564     |                | 1:39.0009 |           |
| 13      | 59 | E.J. Viso              | KV Racing Technology - Lotus | 1:38.9562     |                |           |           |
| 14      | 19 | Sebastien Bourdais     | Dale Coyne Racing            |               | 1:38.7495      |           |           |
| 15      | 77 | Alex Tagliani          | Sam Schmidt Motorsports      | 1:39.0409     |                |           |           |
| 16      | 2  | Oriol Servià           | Newman/Haas Racing           |               | 1:38.7719      |           |           |
| 17      | 28 | Ryan Hunter-Reay       | Andretti Autosport           | 1:39.0750     |                |           |           |
| 18      | 22 | Giorgio Pantano        | Dreyer & Reinbold Racing     |               | 1:38.8588      |           |           |
| 19      | 4  | J. R. Hildebrand       | Panther Racing               | 1:39.2650     |                |           |           |
| 20      | 27 | Mike Conway            | Andretti Autosport           |               | 1:38.9371      |           |           |
| 21      | 24 | Ana Beatriz            | Dreyer & Reinbold Racing     | 1:39.4724     |                |           |           |
| 22      | 17 | Hideki Mutoh           | Sam Schmidt Motorsports      |               | 1:38.9407      |           |           |
| 23      | 7  | Danica Patrick         | Andretti Autosport           | 1:39.3789     |                |           |           |
| 24      | 14 | Vitor Meira            | A. J. Foyt Enterprises       |               | 1:39.3269      |           |           |
| 25      | 82 | Tony Kanaan            | KV Racing Technology - Lotus | 1:39.5004     |                |           |           |
| 26      | 78 | Simona de Silvestro    | HVM Racing                   |               | 1:39.3440      |           |           |

## Rajtfelállás
| Rajtsor | Belső ív | Belső ív          | Külső ív | Külső ív               |
| ------- | -------- | ----------------- | -------- | ---------------------- |
| 1       | 9        | Scott Dixon       | 12       | Will Power             |
| 2       | 38       | Graham Rahal      | 6        | Ryan Briscoe           |
| 3       | 06       | James Hinchcliffe | 3        | Hélio Castroneves      |
| 4       | 83       | Charlie Kimball   | 18       | James Jakes            |
| 5       | 10       | Dario Franchitti  | 26       | Marco Andretti         |
| 6       | 5        | Szató Takuma      | 34       | João Paulo de Oliveira |
| 7       | 59       | E.J. Viso         | 19       | Sebastien Bourdais     |
| 8       | 77       | Alex Tagliani     | 2        | Oriol Servià           |
| 9       | 28       | Ryan Hunter-Reay  | 22       | Giorgio Pantano        |
| 10      | 4        | J. R. Hildebrand  | 27       | Mike Conway            |
| 11      | 24       | Ana Beatriz       | 17       | Hideki Mutoh           |
| 12      | 7        | Danica Patrick    | 14       | Vitor Meira            |
| 13      | 82       | Tony Kanaan       | 78       | Simona de Silvestro    |

### Verseny
| Pozíció               | #  | Pilóta                 | Csapat                       | Futott kör | Idő/Kiesés oka   | Rajthely | Élen töltött körök száma | Pont |
| --------------------- | -- | ---------------------- | ---------------------------- | ---------- | ---------------- | -------- | ------------------------ | ---- |
| 1.                    | 9  | Scott Dixon            | Chip Ganassi Racing          | 63         | 1:56.41.0107     | 1        | 62                       | 53   |
| 2.                    | 12 | Will Power             | Team Penske                  | 63         | +3.4375          | 2        | 1                        | 40   |
| 3.                    | 26 | Marco Andretti         | Andretti Autosport           | 63         | +4.4782          | 10       | 0                        | 35   |
| 4.                    | 77 | Alex Tagliani          | Sam Schmidt Motorsports      | 63         | +5.5913          | 15       | 0                        | 32   |
| 5.                    | 2  | Oriol Servià           | Newman/Haas Racing           | 63         | +6.1621          | 16       | 0                        | 30   |
| 6.                    | 19 | Sebastien Bourdais     | Dale Coyne Racing            | 63         | +6.6399          | 14       | 0                        | 28   |
| 7.                    | 4  | J. R. Hildebrand       | Panther Racing               | 63         | +8.7436          | 19       | 0                        | 26   |
| 8.                    | 10 | Dario Franchitti       | Chip Ganassi Racing          | 63         | +9.0690          | 9        | 0                        | 24   |
| 9.                    | 27 | Mike Conway            | Andretti Autosport           | 63         | +9.3816          | 20       | 0                        | 22   |
| 10.                   | 5  | Szató Takuma           | KV Racing Technology - Lotus | 63         | +10.1187         | 11       | 0                        | 20   |
| 11.                   | 7  | Danica Patrick         | Andretti Autosport           | 63         | +10.6995         | 23       | 0                        | 19   |
| 12.                   | 38 | Graham Rahal           | Chip Ganassi Racing          | 63         | +11.4555         | 3        | 0                        | 18   |
| 13.                   | 18 | James Jakes            | Dale Coyne Racing            | 63         | +11.6119         | 8        | 0                        | 17   |
| 14.                   | 78 | Simona de Silvestro    | HVM Racing                   | 63         | +12.0651         | 26       | 0                        | 16   |
| 15.                   | 06 | James Hinchcliffe      | Newman/Haas Racing           | 63         | +12.5498         | 5        | 0                        | 15   |
| 16.                   | 22 | Giorgio Pantano        | Dreyer & Reinbold Racing     | 63         | +14.4549         | 18       | 0                        | 14   |
| 17.                   | 82 | Tony Kanaan            | KV Racing Technology - Lotus | 63         | +15.8407         | 25       | 0                        | 13   |
| 18.                   | 17 | Hideki Mutoh           | Sam Schmidt Motorsports      | 63         | +16.302          | 22       | 0                        | 12   |
| 19.                   | 24 | Ana Beatriz            | Dreyer & Reinbold Racing     | 63         | +20.5159         | 21       | 0                        | 12   |
| 20.                   | 6  | Ryan Briscoe           | Team Penske                  | 63         | +38.5887         | 4        | 0                        | 12   |
| 21.                   | 59 | E.J. Viso              | KV Racing Technology - Lotus | 63         | +1:39.0777       | 13       | 0                        | 12   |
| 22.                   | 3  | Hélio Castroneves      | Team Penske                  | 63         | +1:39.0787*      | 6        | 0                        | 12   |
| 23.                   | 83 | Charlie Kimball        | Chip Ganassi Racing          | 62         | +1 Kör/Kicsúszás | 7        | 0                        | 12   |
| 24.                   | 28 | Ryan Hunter-Reay       | Andretti Autosport           | 62         | +1 Kör           | 17       | 0                        | 12   |
| 25.                   | 14 | Vitor Meira            | A.J. Foyt Enterprises        | 61         | Kicsúszás        | 24       | 0                        | 10   |
| 26.                   | 34 | João Paulo de Oliveira | Conquest Racing              | 19         | Üzemanyagpumpa   | 12       | 0                        | 10   |
| HIVATALOS VÉGEREDMÉNY |    |                        |                              |            |                  |          |                          |      |

- Hélio Castroneves sárgazászló alatt előzött, ezért a hetedik helyről az utolsó, körön belül lévő versenyző mögé sorolták.

### Verseny statisztikák
A verseny alatt 3-szor változott az élen álló személye 2 versenyző között.
| Változás az élen | Változás az élen |
| Kör              | Élen             |
| ---------------- | ---------------- |
| 21               | Will Power       |
| 22               | Scott Dixon      |

| Élen töltött körök száma | Élen töltött körök száma |
| Körök                    | Versenyző                |
| ------------------------ | ------------------------ |
| 62                       | Scott Dixon              |
| 1                        | Will Power               |

| Sárga zászlók: 3 alkalommal összesen 8 körön át | Sárga zászlók: 3 alkalommal összesen 8 körön át         |
| Körök                                           | Ok                                                      |
| ----------------------------------------------- | ------------------------------------------------------- |
| 22-24                                           | #34-es autó megállása a 12-es kanyarban                 |
| 26-27                                           | #6-os, #10-es és #38-as autó balesete az 1-es kanyarban |
| 58-60                                           | #19-es és #28-as autó balesete a 4-es kanyarban         |

## Bajnokság állása a verseny után
Pilóták bajnoki állása
| Pozíció | Pilóta           | Pontok |
| ------- | ---------------- | ------ |
| 1       | Will Power       | 542    |
| 2       | Dario Franchitti | 531    |
| 3       | Scott Dixon      | 483    |
| 4       | Oriol Servià     | 397    |
| 5       | Tony Kanaan      | 353    |